# مطار بوشان يوندوان
مطار بوشان يوندوان (بالإنجليزية: Baoshan Yunduan Airport)‏ و(بالصينية: 保山云端机场) (إياتا: BSD) مطار عام يقع بمدينة بواشان في الصين. يبلغ طول المدرج 2400 م ويرتفع عن سطح البحر 1662 م.

## شركات الطيران والوجهات
| شركـات طيـران          | الوجهات |
| ---------------------- | --- |
| Air Travel             | مطار تشانغشا هوانغوا الدولي، مطار تشنغدو تيانفو الدولي، مطار كونمينغ جانغشوي الدولي                                                                                      |
| خطوط شرق الصين الجوية  | مطار بكين داشينغ الدولي، مطار تشنغدو شوانغليو الدولي، مطار هانغتشو شياوشان الدولي، مطار كونمينغ جانغشوي الدولي، مطار ساني ليجيانغ، مطار شانغهاي بودنغ الدولي             |
| طيران الصين اكسبرس     | مطار لانجانغ، مطار بوير سيماو، مطار زاهوتونغ |
| خطوط جنوب الصين الجوية | مطار قوانغتشو باييون الدولي |
| Kunming Airlines       | مطار تشانغشا هوانغوا الدولي، مطار تشنغدو تيانفو الدولي، مطار تشونغتشينغ جيانغبى الدولي، مطار كونمينغ جانغشوي الدولي، مطار شينزين باوان الدولي، مطار شيان شيانيانغ الدولي |
| خطوط لاكي الجوية       | مطار كونمينغ جانغشوي الدولي |

## وصلات خارجية
- http://www.flightstats.com/go/Airport/airportDetails.do?airportCode=BSD